# Hennes vilda man
Hennes vilda man (engelska: The Wings of Eagles) är en amerikansk dramafilm från 1957 i regi av John Ford.

## Handling
Filmen är en biografi över regissören John Fords vän Frank Wead, pilot i USA:s flotta som efter andra världskriget sadlade om till manusförfattare.

## Rollista i urval
- John Wayne - Frank "Spig" Wead
- Maureen O'Hara - Minnie Wead
- Dan Dailey - "Jughead" Carson
- Ward Bond - John Dodge
- Ken Curtis - John Dale Price
- Edmund Lowe - amiral Moffett
- James Todd - Jack Travis
- Barry Kelley - kapten Jock Clark
- Sig Ruman - intendenten
- Henry O'Neill - kapten Spear
- Willis Bouchey - Barton
- Dorothy Jordan - Rose Brentmann